# Luigi XVI (album)
Luigi XVI è il secondo album in studio del rapper italiano Lanz Khan, rilasciato per l'etichetta Bullz Records. La composizione della cover è liberamente ispirata al dipinto La zattera della Medusa di Théodore Géricault.

## Il disco
Il disco è stato interamente realizzato da Lanz Khan con la collaborazione di Weirdo e DJ Lil Cut. ll brano La decadenza dell'impero contiene innumerevoli riferimenti a personalità politiche e non dell'impero romano, ed alla cultura dell'antica Roma in generale. In certi casi, come in Fiumi di porpora, i riferimenti storici sono spunti per parallelismi tra i personaggi storici stessi e Lanz Khan.

## Tracce
1. La decadenza dell'impero – 3:16
2. Hashishin (feat. Axos) – 3:04
3. Cadaveri eccellenti (feat. Brain, Warez) – 3:36
4. Luigi XVI – 2:54
5. Fiumi di porpora (feat. Nerone, Jangy Leeon) – 4:03
6. Razorblades (feat. Goretex) – 2:41
7. Jean-Paul Marat (feat. Preenz, Blo/B) – 3:37
8. Principe del fumo – 2:58
9. Luigi XVI (Wego FTS RMX) – 3:08